# Прісновський сільський округ
Прісно́вський сільський округ (каз. Преснов ауылдық округі, рос. Пресновский сельский округ) — адміністративна одиниця у складі Жамбильського району Північноказахстанської області Казахстану. Адміністративний центр — село Прісновка.
Населення — 6479 осіб (2021; 6539 у 2009, 7973 у 1999, 10670 у 1989).
Станом на 1989 рік існували Желєзинська сільська рада (села Багате, Лапушки, Желєзне) та Прісновська сільська рада (села Островка, Прісновка). Села Багате та Лапушки були ліквідовані 2013 року. 2013 року до складу округу увійшла територія ліквідованого Желєзинського сільського округу. 2018 року було ліквідовано село Островка.

## Склад
До складу округу входять такі населені пункти:
| Населений пункт     | Старі назви | Населення, осіб (1989) | Населення, осіб (1999) | Населення, осіб (2009) | Населення, осіб (2021) |
| ------------------- | ----------- | ---------------------- | ---------------------- | ---------------------- | ---------------------- |
| Багате, село        | -           | 288                    | 204                    | 89                     | -                      |
| Желєзне, село       | -           | 894                    | 761                    | 570                    | 361                    |
| Лапушки, село       | -           | 200                    | 125                    | 58                     | -                      |
| Прісновка, село     | -           | 8832                   | 6585                   | 5725                   | 6113                   |
| --Електропідстанція | -           | -                      | -                      | -                      | 4                      |
| --Островка, село    | -           | 456                    | 298                    | 97                     | 1                      |